# Hugo Girard
Hugo Girard (ur. 20 grudnia 1971, Sainte-Anne-de-Portneuf, Quebec) – kanadyjski kulturysta, trójboista siłowy i strongman.
Jeden z najlepszych kanadyjskich strongmanów w historii tego sportu i jeden z najlepszych światowych siłaczy. Sześciokrotny Mistrz Kanady Strongman w latach 1999, 2000, 2001, 2002, 2003 i 2004. Mistrz Ameryki Północnej Strongman w latach 2001 i 2002.

## Życiorys
Hugo Girard urodził się w małej wsi Sainte-Anne-de-Portneuf, w regionie administracyjnym Côte-Nord, we francuskojęzycznej prowincji Quebec. Rozpoczął treningi w wieku pięciu lat, gdy ojciec który również brał udział w zawodach siłaczy, podarował mu zestaw ciężarków.
W młodości uczył się w szkole policyjnej, a w weekendy pracował w ochronie popularnego nocnego klubu, w mieście Quebec. W 1991 r. zaczął startować jako trójboista siłowy i ustanowił wielu rekordów Kanady w trójboju siłowym. Na początku lat dziewięćdziesiątych wyjechał do Los Angeles, aby rozpocząć karierę jako zawodowy kulturysta lub aktor, jednak po kilku miesiącach powrócił do Kanady.
W 1998 r. zadebiutował jako siłacz i jednocześnie po raz pierwszy pojawił się w indywidualnych Mistrzostwach Świata Strongman, w których wziął udział łącznie siedem razy, w latach 1998, 1999, 2000, 2001, 2002, 2003 i 2004. Najwyższą lokatę w karierze, czwartą zajął na Mistrzostwach Świata Strongman 1999. W Mistrzostwach Świata Strongman 2004 jedyny raz nie zakwalifikował się do finału, w wyniku kontuzji.
Hugo Girard przez kilka lat był dominującym siłaczem w Kanadzie. W latach 1999–2004 został sześciokrotnie Mistrzem Kanady Strongman. Dwukrotnie zdobył Mistrzostwo Ameryki Północnej Strongman w latach 2001 i 2002. Został Mistrzem Super Serii w sezonie 2002/2003. Pobił również wiele rekordów świata strongman. W 2005 r. wziął udział w elitarnych zawodach siłaczy Arnold Strongman Classic, rozgrywanych w Columbus (USA). Od 2004 r. ucierpiał kilkakrotnie w bardzo poważnych kontuzjach, które uniemożliwiły mu pełne uczestnictwo w rozgrywkach, w tym w Mistrzostwach Kanady Strongman oraz w Mistrzostwach Świata Strongman, w latach 2005 i 2006.
Hugo Girard trenował różnych kanadyjskich strongmanów, w tym Jessena Paulina – Mistrza Kanady Strongman 2005 i 2006. Jest również aktywnym organizatorem i promotorem sportów siłowych jako prezes Kanadyjskiej Federacji Siłaczy, CFSA (Canadian Federation of Strength Athletes).
Uznawany był za jednego z najsilniejszych ludzi na ziemi.
Mieszka w mieście Gatineau (prowincja Quebec), gdzie pracuje jako funkcjonariusz policji. Jest żonaty z Nadine Tremblay.
Wymiary:
- wzrost 185 cm
- waga 150 kg
- biceps 55 cm
- udo 85 cm
- klatka piersiowa 158 cm
- kark 53 cm
- talia 105 cm

## Osiągnięcia strongman
- 1998
  - 10. miejsce - Mistrzostwa Świata Strongman 1998 (kontuzjowany)
- 1999
  - 1. miejsce - Mistrzostwa Kanady Strongman
  - 1. miejsce - Mistrzostwa World Muscle Power
  - 4. miejsce - Mistrzostwa Świata Strongman 1999
  - 7. miejsce - Drużynowe Mistrzostwa Świata Par Strongman 1999 (z Edem Brostem)
- 2000
  - 1. miejsce - Mistrzostwa Kanady Strongman
  - 9. miejsce - Mistrzostwa Świata Strongman 2000 (kontuzjowany)
- 2001
  - 1. miejsce - Mistrzostwa Kanady Strongman
  - 1. miejsce - Super Seria 2001: Praga
  - 1. miejsce - Mistrzostwa Ameryki Północnej Strongman 2001
  - 1. miejsce - Mistrzostwa World Muscle Power
  - 6. miejsce - Mistrzostwa Świata Strongman 2001
  - 2. miejsce - Super Seria 2001: Sztokholm
- 2002
  - 1. miejsce - Mistrzostwa Kanady Strongman
  - 1. miejsce - Mistrzostwa Ameryki Północnej Strongman
  - 2. miejsce - Mistrzostwa World Muscle Power
  - 6. miejsce - Mistrzostwa Świata Strongman 2002
  - 1. miejsce - Super Seria 2002: Sztokholm
  - 1. miejsce - Pierwsze zawody Polska kontra Reszta Świata
- 2003
  - 1. miejsce - Super Seria 2003: Oahu
  - 4. miejsce - Super Seria 2003: Hawaje
  - 6. miejsce - Puchar Świata Strongman 2003
  - 11. miejsce - Super Seria 2003: Silvonde
  - 1. miejsce - Mistrzostwa Kanady Strongman
  - 1. miejsce - Super Seria 2003: North Bay
  - 1. miejsce - Super Seria 2003: Imatra
  - 1. miejsce - Mistrzostwa World Muscle Power
  - 7. miejsce - Mistrzostwa Świata Strongman 2003
- 2004
  - 6. miejsce - Super Seria 2004: Moskwa
  - 1. miejsce - Mistrzostwa Kanady Strongman
  - 1. miejsce - Mistrzostwa World Muscle Power
- 2005
  - 9. miejsce - Arnold Strongman Classic
- 2006
  - 7. miejsce - Super Seria 2006: Mohegan Sun (kontuzjowany)[9]
- 2007
  - 3. miejsce - Mistrzostwa Kanady Strongman
- 2008
  - 6. miejsce - Mistrzostwa Kanady Strongman